# Dolenja vas pri Artičah
Dolenja vas pri Artičah je naselje u Općini Brežice u istočnoj Sloveniji. Dolenja vas pri Artičah se nalazi u pokrajini Štajerskoj i statističkoj regiji Donjoposavskoj. 

## Stanovništvo
Prema popisu stanovništva iz 2002. godine Dolenja vas pri Artičah je imala 83 stanovnika.

### Etnički sastav
1991. godina:
- Slovenci: 75 (98,7%)
- Makedonci: 1 (1,3%)

## Vanjske poveznice
- Satelitska snimka naselja  Arhivirana inačica izvorne stranice od 29. srpnja 2017. (Wayback Machine)